# Antonio Ferrara (scrittore)
Antonio Ferrara (Portici, 1957) è uno scrittore e illustratore italiano.
La sua opera più conosciuta, Ero cattivo, gli ha valso il premio Andersen 2012 per la categoria ragazzi sopra i 15 anni.

## Biografia
Diplomato in maturità artistica e psicologica, ha frequentato la facoltà di Architettura mentre lavorava come grafico.
Successivamente ha lavorato per sette anni presso una comunità alloggio per minori, accostandosi alla psicologia dell'età evolutiva e alla scrittura come strumento per narrare il disagio.
Cogliendo l'importanza per la formazione dei più piccoli con un adulto che li guidi durante la crescita, si è impegnato con incontri dal vivo tenendo laboratori, aperti agli adulti, presso scuole, biblioteche, librerie, associazioni culturali e case circondariali.
Da illustratore di racconti per bambini, ne diventa anche l'autore, scrivendo "per risarcirli", per dare voce a chi non ha voce, per rendere protagonisti i diseredati e i fragili. Si adopera perché i suoi libri contengano Speranza, Esperienza, Ricordo. 

In un'intervista in occasione della premiazione Andersen 2012, ha dichiarato: 

## Profilo letterario
Ero Cattivo
Ero Cattivo nasce dai suoi trascorsi di educatore in una comunità alloggio per minori dove ha imparato a frequentare i sogni dei bambini non prendendosi mai troppo sul serio e dalla poesia di Danilo Dolci, pedagogista ed educatore, che recita "Ciascuno cresce solo se sognato". Il protagonista Angelo lancia il messaggio che tutti gli adolescenti sono sempre in trasformazione e hanno sempre in pugno il proprio
destino e la relativa responsabilità che questo comporta. Ci vuole "soltanto" un adulto che li immagini, non tanto per i problemi che magari portano nel presente, ma per le potenzialità che rappresentano.

### Il segreto di Ciro
Può un evento tragico occorso ad una persona cara cambiare in positivo la vita di un ragazzo?  Ciro, adolescente napoletano introverso e impacciato grazie alla passione per il disegno e la scrittura scopre che è possibile dare una svolta al proprio destino grazie all'amore di Lia e ad un... aiuto proveniente dal passato.
Puzzillo, gatto gentiluomo
Ci illustra aspetti di vita quotidiana e momenti di crescita di un cucciolo di gatto specializzato in puzzette, abbandonato nei primi giorni di vita, poi raccolto e allevato con amore dalla piccola Martina.
Come i pini di Ramallah
David, 10 anni, ebreo di Gerusalemme e il suo coetaneo Mohammed, palestinese di Ramallah raccontano in  Come i pini di Ramallah  i propri sogni, pensieri, sentimenti, emozioni nel difficile clima di tensione in cui sono costretti a vivere. 
L'insalata Cri Cri
Lucia, l'adolescente protagonista di  L'insalata Cri Cri scopre cibi insoliti, nuovi e vecchi amici, sperimenta l'avventura di aprire un ristorante e la gioia di comporre poesie. 
Pane arabo a merenda
Nadir, marocchino di 10 anni che vive a Novara con la famiglia e cerca di raggranellare soldi appena libero dalla scuola, racconta episodi della propria quotidianità, tra affetti e pregiudizi in Pane arabo a merenda.
I suoni che non ho mai sentito
Miguel, 10 anni, orfano affetto da sordità che vive a Barcellona con i nonni, racconta emozioni, sentimenti, passioni e ricordi della sua vita sicuramente un po' difficile, ma sempre molto intensa.
Anguilla
È l'egiziano Omar che sta trascorrendo due anni in un carcere minorile italiano. Emozioni, dolori, ricordi e speranze di un giovane detenuto agile non solo nel fisico ma anche nella capacità di astrazione.
Piedi
Miranda, 13 anni, figlia unica, con un difetto ai piedi (ne ha uno più grande dell'altro) e tanta inquietudine nel cuore, è alla ricerca dell'amore e anche di un segno che confermi il proprio talento letterario. 
Il bambino col fucile
Ci porta tra i ribelli della Sierra Leone che rapiscono Tomba Mussa, 14 anni, e lo costringono al loro fianco in una guerra che non ha scelto di combattere; riuscirà a fuggire con l'aiuto dei volontari della Caritas per ricongiungersi ai suoi cari. 
Sassi
La speranza di Sandor, 13 anni, indiano che spacca pietre con numerosi altri bambini, anche più piccoli di lui, tutti a rischio di silicosi, si riaccende quando la madre, abbandonata dal marito, trova un nuovo, estroso compagno.
Mi chiama il suo angelo
L'undicenne protagonista, de Mi chiama il suo angelo, il cui padre è assente per lavoro, racconta gli stupri subiti dallo zio materno, che la madre vuole ignorare e che lui non ha ancora il coraggio di confessare ad altri adulti. 
La cantante scomparsa
Il maresciallo Cecconi da Milano in trasferta a Venezia per indagare sulla sparizione di una donna famosa in città per il suo terribile canto. 
Pinocchio adesso
Nelle riflessioni di una marionetta la denuncia di un mondo in cui l'infanzia, l'amore e i diritti umani sono negati a molti bambini. 
Pane arabo e parole
È l'ideale continuazione di "Pane arabo a merenda". Si tratta di una delicata e ironica
metafora dell'accoglienza vista con gli occhi di un bambino marocchino che stavolta deve fare i conti con i pregiudizi di un adulto che pensa che uno straniero rimarrà sempre un estraneo e non imparerà mai a parlare o a comportarsi come un italiano. Sull'importanza di saper parlare bene, insieme alla propria, anche la lingua del paese che ti ospita, per conoscere le parole adatte ad esprimere bene pensieri ed emozioni. Nadir vive emozioni forti come la vergogna, la rabbia, l'umiliazione e riuscirà infine a vivere anche la solidarietà. E l'amore. Egli è migrato dal suo paese per fuggire la povertà, per sopravvivere. Ma ci si nutre sia di pane che di parole e a volte le parole giuste saziano più del pane.
Garrincha. L'angelo dalle gambe storte
È il primo graphic novel di Ferrara. Racconta la storia di Garrincha, calciatore brasiliano afflitto da diversi difetti congeniti.
Altri libri
Spesso i suoi romanzi hanno per protagonisti dei giovanissimi perché, sostiene Ferrara, scrivere per ragazzi è molto più difficile che scrivere per adulti, non si sottolinea mai abbastanza ma è una sfida affascinante, un esercizio di empatia senza pari. Un libro non dovrebbe mai lasciarci uguali a prima di averlo letto; dovrebbe sempre essere, in qualche modo, un romanzo "di formazione".

## Opere
- Garrincha. L'angelo dalle gambe storte, uovonero, 2016, ISBN 978-88-96918-38-8.
- 80 miglia, Trieste, Einaudi Ragazzi, 2015, ISBN 978-88-6656-260-3.
- Puzzillo gatto gentiluomo, Firenze, Fatatrac, 2001, ISBN 978-88-8222-078-5.
- Scrivi, Novara, De Falco, 2001, ISBN 88-8802-014-4.
- L'insalata Cri Cri, Genova, CIDEB, 2003, ISBN 978-88-7754-882-5.
- Ulivi (PDF)[collegamento interrotto], Matera, Tolbà, 2009  [2003], SBN IT\ICCU\TO0\1842844.
- Come i pini di Ramallah, Firenze, Fatatrac, 2003, ISBN 978-88-8222-101-0.
- Cuori d'ombra (con Silvia Roncaglia), Milano, Salani Editore, 2015
- Tutto schizzi di parole intorno (PDF)[collegamento interrotto], Matera, Tolbà, 2003, SBN IT\ICCU\UBO\2629025.
- A braccia aperte, Reggio Calabria, Falzea, 2004, ISBN 88-8296-116-8.
- I suoni che non ho mai sentito, Firenze, Fatatrac, 2004, ISBN 88-8222-119-9.
- Anguilla, Milano, Salani, 2005, ISBN 88-8451-546-7.
- Cuore di legno, Genova, Edicolors, 2005.
- Vivavoce,
- Pioggia sull’acqua, Reggio Calabria, Falzea.
- Piedi, Napoli, Liguori, 2006, ISBN 88-207-3897-X.
- Ferite: un ragazzo racconta la guerra, Reggio Calabria, Falzea, 2006, ISBN 88-8296-175-3.
- Il bambino col fucile, Troina, Città Aperta, 2007, ISBN 978-88-8137-293-5.
- Sassi, Firenze, Fatatrac, 2007, ISBN 978-88-8222-149-2.
- Pane arabo a merenda, Reggio Calabria, Falzea, 2007, ISBN 978-88-8296-225-8.
- Una storia elettrizzante, Biella, Lineadaria, 2008, ISBN 978-88-95734-33-0.
- Ragazzo a rotelle, Cosenza, Falco, 2008, ISBN 978-88-89848-49-4.
- Mi chiama il suo angelo, Firenze, Fatatrac, 2008, ISBN 978-88-8222-166-9.
- Controvento, Reggio Calabria, Falzea, 2008, ISBN 978-88-8296-274-6.
- Pinocchio adesso, Bazzano, Artebambini, 2009, ISBN 978-88-89705-22-3.
- La cantante scomparsa, Roma, Nuove edizioni romane, 2009, ISBN 978-88-7457-092-8.
- L'isola di Cicero, Belvedere Marittimo, Coccole e caccole, 2010, ISBN 978-88-89532-44-7.
- Pane arabo e parole, Reggio Calabria, Falzea, 2010, ISBN 978-88-8296-314-9.
- La lettera, Bazzano, Artebambini, 2010, ISBN 978-88-89705-50-6.
- Stasera niente TV, Saronno, Monti, 2010, ISBN 978-88-8477-214-5.
- Da piccolino caddi in una pagina: abbecedario letterario, Bazzano, Artebambini, 2011, ISBN 978-88-89705-66-7.
- Batti il muro: quando i libri salvano la vita, Milano, Rizzoli, 2011, ISBN 978-88-17-04801-9.
- La maestra è un capitano, Belvedere Marittimo, Coccole e caccole, 2012, ISBN 978-88-89532-78-2.
- Il segreto di Ciro, Milano, Il castoro, 2012, ISBN 978-88-8033-660-0.
- Ti aspetto fuori, Roma, Anicia, 2012, ISBN 978-88-6709-001-3.
- Certi fiori stanno all’ombra, San Dorligo della Valle, EL, 2012, ISBN 978-88-477-2869-1.
- Ero cattivo, Cinisello Balsamo, San Paolo, 2013, ISBN 978-88-215-7842-7.
- Bucce di mandarino, Roma, Anicia, 2013, ISBN 978-88-6709-109-6.
- Scappati di mano. Sei racconti per narrare l'adolescenza e i consigli per non perdere la strada, San Paolo Edizioni, 2013, ISBN 978-88-215-9025-2.
- Il ragazzo e la tempesta, Rizzoli, 2014, ISBN 978-88-586-6724-8.
- Zò, San Paolo Edizioni, 2016, ISBN 978-88-215-9934-7
- Pusher, Einaudi Ragazzi, 2017, ISBN 9788866564041
- Casa Lampedusa, Einaudi Ragazzi, 2017, ISBN 9788866563785
- Diritti al cuore, Interlinea edizioni, 2019, ISBN 9788866991243
- Stasera niente cellulare, Interlinea edizioni, 2020, ISBN 9788866991304
- La guerra di Becky. L’Olocausto del lago Maggiore, Interlinea edizioni, 2021, ISBN 9788866991861
- Sotto il blu, Marameo, 2021, ISBN 9788890982989
- Sangue chiama sangue [5] ISBN 9788891309556
- Mia, settenove
- Respiro
- Elettrica, Mondadori, ISBN 979-12-204-0781-6

## Illustrazioni
- Roberto Piumini, La capra di Caterina, illustrato da Antonio Ferrara, Interlinea edizioni, 2001, ISBN 9788882122829
- Maria Adele Garavaglia, Il colore del bambino, illustrato da Antonio Ferrara, Interlinea edizioni, 2001, ISBN 9788882122911
- Ferdinando Albertazzi, Tommaso è andato via, illustrato da Antonio Ferrara Interlinea edizioni, 2002, ISBN 9788882122942
- Carlo Negro, Ahmed e altre storie, illustrato da Antonio Ferrara, Interlinea edizioni, 2002, ISBN 9788882123826
- Luca Doninelli, Tobia e Giuseppe, illustrato da Antonio Ferrara, Interlinea edizioni, 2002, ISBN 9788882123772
- Guido Quarzo, Chiaroscuro, illustrato da Antonio Ferrara, Interlinea edizioni, 2005, ISBN 9788882124779
- Vivian Lamarque, Il lupo, l'albero e la bambina, illustrato da Antonio Ferrara, Interlinea edizioni, 2015, ISBN 9788866991007
- Hans Christian Andersen, L'abete, illustrato di Antonio Ferrara, Interlinea edizioni, 2019, ISBN 9788866990321